# アルティアルカエウム目
アルティアルカエウム目（"Candidatus Altiarchaeales"）は、地下環境に豊富に存在する未培養の古細菌系統である。Euryarchaeota SM1系統とも呼ばれる。NCBI分類ではユーリ古細菌門の下に置かれるが、GTDB分類ではユーリ古細菌門は分割されており、独立門として扱われる。
培養はされていないが、"アルティアルカエウム・ハミコネクスム"（"Ca. Altiarchaeum hamiconexum"）SM1-MSI株などいくつかの株の観察・分析を通じて研究されている。数少ない外膜を持つ古細菌の一つで、グラム陰性で0.4-0.7μmほどの大きさを持つ。運動性は無いが、フック（ハミ）と細胞外高分子物質を持ち、バイオフィルムを形成する。これらの系統は世界中の地下水系から検出され、存在量は豊富とみられる。